# Бернар Казоні
Бернар Казоні (фр. Bernard Casoni, нар. 4 вересня 1961, Канни) — французький футболіст, що грав на позиції захисника. По завершенні ігрової кар'єри — футбольний тренер.
Виступав, зокрема, за клуб «Марсель», а також національну збірну Франції.
Дворазовий чемпіон Франції. Володар Кубка чемпіонів УЄФА.

## Клубна кар'єра
Народився 4 вересня 1961 року в місті Канни. Вихованець футбольної школи клубу «Канн». Дорослу футбольну кар'єру розпочав 1980 року в основній команді того ж клубу, в якій провів чотири сезони.
Згодом з 1984 по 1990 рік грав у складі команд клубів «Расінг» (Париж) та «Тулон».
У 1990 році перейшов до клубу «Марсель», за який відіграв 6 сезонів.  Більшість часу, проведеного у складі «Марселя», був основним гравцем захисту команди. За цей час тричі виборював титул чемпіона Франції, ставав переможцем Ліги чемпіонів УЄФА. Завершив професійну кар'єру футболіста виступами за команду «Олімпік» (Марсель) у 1996 році.

## Виступи за збірну
У 1988 році дебютував в офіційних матчах у складі національної збірної Франції. Протягом кар'єри у національній команді, яка тривала 5 років, провів у формі головної команди країни 30 матчів.
У складі збірної був учасником чемпіонату Європи 1992 року у Швеції.

## Кар'єра тренера
Розпочав тренерську кар'єру невдовзі по завершенні кар'єри гравця, 1999 року, очоливши тренерський штаб клубу «Марсель».
В подальшому очолював команди клубів «Канн», «Етюаль дю Сахель», «Стад Тунізьєн», «Бастія», «Евіан», «Осер» та «Валансьєнн», а також, протягом 2004–2005 років, національну збірну Вірменії.
Наступним місцем тренерської роботи був угорський «Відеотон», головним тренером якого Бернар Казоні був 2015 року. Наступного року повернувся до тренерської роботи на батьківщині, очоливши команду клубу «Лор'ян».
Ще за рік став головним тренером алжирського «МК Алжир», а протягом 2018–2019 років працював у Катарі з командою «Аль-Хор».

## Титули і досягнення

### Як гравця
- Чемпіон Франції (2):

«Марсель»: 1990–91, 1991–92 (+ 1992-93 чемпіонство скасовано) 
- Переможець Ліги чемпіонів УЄФА (1):

«Марсель»: 1992-1993
- Чемпіон Європи (U-21): 1988

### Як тренера
- Кубок Тунісу (2):

«Стад Тунізьєн»: 2002-2003